# توس (روزنامه)
توس روزنامه‌ای به مدیرمسئولی محمدصادق جوادی‌حصار و سردبیری ماشاالله شمس‌الواعظین بود که در ۳ مرداد ۱۳۷۷ چند روز پس از توقیف روزنامه جامعه با هیأت تحریریه و صفحه‌بندی مشابه جامعه توسط «شرکت جامعه روز» منتشر شد و پس از انتشار ۴۵ شماره در ۲۵ شهریور همان سال توقیف شد و تعدادی از مسئولان آن دستگیر شدند. اولین شماره توس با تیتر «توس به جای جامعه» منتشر شد.
یکی از دلایل توقیف توس چاپ گفتگویی با والری ژیسکار دستن رئیس‌جمهور فرانسه در زمان انقلاب ۱۳۵۷ بود. ژیسکار دستن در مصاحبه گفته بود روح‌الله خمینی پس از ورود به فرانسه از این کشور درخواست پناهندگی سیاسی کرد ولی صاحب‌نظران بر این عقیده بودند که اخبار شکنجه شهرداران و عبور از خط قرمزهای نظام باعث توقیف توس شد.
حمیدرضا جلایی‌پور و دیگر اعضای تحریریه و مدیریت توس مدتی را در زندان گذراندند و بعد از مدت کوتاهی در شب انتخابات سوم خبرگان رهبری آزاد شدند
توس پیش از آن به صورت هفته‌نامه منتشر می‌شد اما با اخذ مجوز انتشار روزانه جایگزین روزنامه جامعه شد.